# Електромагнітна взаємодія

Електромагні́тна взаємоді́я — найбільш досліджена з чотирьох фундаментальних фізичних взаємодій, адже нею зумовлено більшість явищ у світі, які оточують людину. Електромагнітна взаємодія відповідає за притягання електронів до ядер атомів, а тому відповідає за формування атомів та молекул і за їхні властивості. Проявом електромагнітної взаємодії є також світло — потік фотонів.
Основними рівняннями електромагнетизму є рівняння Максвелла. Поширюється у формі електромагнітного поля, що складається з векторних безмасових квантів — фотонів. Завдяки нульовій масі фотонів взаємодія є далекодійною; прикладом електромагнітної взаємодії на великій відстані є прийом випромінювання галактик і квазарів на відстанях у мільярди світлових років. В електромагнітній взаємодії беруть участь кварки і лептони, що мають електричний заряд, натомість вона не впливає на нейтральні частинки нейтрино.

## Електромагнітна взаємодія в шкалі взаємодій
Серед фундаментальних взаємодій другою за інтенсивністю є Електромагнітна взаємодія. Слабша лише від сильної взаємодії (яка має коротший радіус дії) та набагато сильніша за слабку взаємодію і гравітацію. Особливістю електромагнітної взаємодії є те, що електричні заряди бувають двох знаків, а тому можуть як притягуватися, у випадку різнойменних зарядів, так і відштовхуватися, у випадку однойменних зарядів. Цим електромагнітна взаємодія суттєво відрізняється від гравітаційної, яка завжди має характер притягування. Завдяки існуванню двох типів зарядів, більшість тіл у навколишньому світі електрично нейтральні, в той час як великі маси створюють великі сили тяжіння, попри слабкість гравітаційної взаємодії.
Електромагнітна взаємодія за своєю інтенсивністю в 10²...10³ разів слабша від сильної взаємодії і спостерігається між електрично зарядженими частинками. Нею зумовлені кулонівські сили, процеси народження електронно-позитронних пар γ-фотонами, розпад π-мезона на два γ-фотони. Електромагнітні взаємодії відрізняються від сильних взаємодій тим, що вони досить слабкі (константа взаємодії набагато менша за одиницю). При цьому можна провести точні розрахунки і побудувати досить досконалу теорію електромагнітних взаємодій — квантову електродинаміку. У класичних (неквантових) рамках така взаємодія описується законами класичної електродинаміки, а квантовий опис електромагнітної взаємодії дає квантова електродинаміка. 
Природу електромагнітної взаємодії можна описати, якщо припустити, що електрони обмінюються фотонами подібно до того, як нуклони обмінюються π-мезонами. Тільки обмін фотонами відбувається не за 10-²³ с, а за 10-²° с — характерний час електромагнітної взаємодії. На відміну від сильної взаємодії для електромагнітної взаємодії порушується закон збереження ізотопічного спіну.
На сучасному етапі розвитку фізики висунута ще теорія електро-слабкої взаємодії, яка об'єднує ці два типи взаємодії в єдине поле.

## Історія вивчення електромагнітної взаємодії
Протягом тривалого часу електричні та магнітні процеси вивчалися незалежно одні від інших. 
Поняття поля (електричного та магнітного) ввів М. Фарадей у 1830 році. Згідно з цими уявленнями, заряджені частинки або струми створюють в усіх точках оточуючого їх простору особливий стан — поле, яке діє на всяку іншу заряджену частинку або струм, вміщені в довільну точку цього простору. Отже, поле заряджених електричних частинок або струмів зосереджене в усіх точках простору, що їх оточує. У кожній такій точці електромагнітне поле характеризується енергією, імпульсом.
Вирішальний крок у пізнанні електромагнетизму зробив у середині XIX століття Дж. К. Максвелл, який об'єднав електрику й магнетизм у єдину теорію електромагнетизму - першу єдину теорію поля. Він стверджував, що електромагнітне поле може існувати і вільно, незалежно від джерел, які його створили, у вигляді електромагнітних хвиль. У 1865 році Джордж Максвелл теоретично показав, що електромагнітні коливання за своєю внутрішньою природою мають властивість поширюватись у просторі зі швидкістю світла.
А в середині 60-х років ХІХ століття Максвелл, працюючи над експериментальними результатами (дослідження явища електромагнітної індукції) Фарадея, дійшов висновку, що в природі існує зворотній процес - змінне електричне поле викликає появу змінного магнітного поля (вихрового). Отже, магнітне поле може створюватися не тільки електричним струмом - рухомими зарядами, але й змінним електричним полем.
Потім були вже досліди Герца, які показали, що електромагнітні хвилі мають такі властивості: в однорідному середовищі поширюються рівномірно і прямолінійно; відбиваються діелектриками, а ще краще провідниками, при цьому виконуються закони відбивання хвиль; заломлюються; фокусуються; дають явища дифракції та інтерференції; поляризуються. Для отримання електромагнітних хвиль Герц використав простий пристрій, який нині називають вібратором Герца або відкритим коливальним контуром. Пізніше, пристрій, що здатний випромінювати електромагнітні хвилі, Герц назвав антеною, що в перекладі означає вуса.
Важливим етапом у вивченні електромагнітної взаємодії стало вивчення й розвиток радіозв'язку: коли було створено, в  1913 році, генератор електромагнітних коливань, за допомогою якого можна було здійснювати надійний і високочастотний радіотелефонний зв'язок - передачу розмови чи музики за допомогою електромагнітних хвиль. 
Існування електрона (одиниці електричного заряду) було доведене в 90-і роки XIX століття. Але не всі матеріальні частинки є носіями електричного заряду. Електрично нейтральними є, наприклад, фотон і нейтрино. У ньому відмінність електрики від гравітації. Усі матеріальні частинки створюють гравітаційне поле, тоді як електромагнітне поле пов'язане тільки із зарядженими частинками.

## Електричний заряд

Основною характеристикою частинок, що визначає їхню здатність взаємодіяти між собою через електромагнітну взаємодію є електричний заряд. Заряджені частинки й тіла, що складаються з них, можуть як притягатися, так і відштовхуватися, і для опису такої відмінності, частинки поділяють на від'ємно (негативно) заряджені й додатно (позитивно) заряджені. Частинки з різнойменними зарядами притягаються, частинки з однойменними зарядами — відштовхуються. Відповідно, в атомній системі одиниць частинки можуть мати заряд -1 або 1. У популярних системах одиниць, таких як SI, заряд частинок за абсолютною величиною дорівнює елементарному електричному заряду е.
Інтенсивність взаємодії між зарядженими частинками визнається сталою тонкої структури {\displaystyle \alpha }. Вона на два порядки величини менша від інтенсивності сильної взаємодії і набагато більша від інтенсивності як слабкої, так і гравітаційної взаємодії. Зважаючи на те, що сильна взаємодія проявляється тільки на віддалях порядку розмірів атомного ядра, більшість сил у макроскопічному світі має електромагнітний характер. Винятком є тільки сили тяжіння, які, хоча й є дуже слабкими, завжди мають характер притягання, і, сумуючись від великої кількості частинок, дають у сумі значний ефект.
Електромагнітна взаємодія здійснюється через електромагнітне поле, що має дві складові: електричну й магнітну. Заряджені частинки створюють навколо себе електричне поле, частинки, які мають, магнітний момент створюють магнітне поле. Умовою існування магнітного моменту є або відмінний від нуля момент кількості руху, або спін. Магнітний момент можуть мати також незаряджені, нейтральні частинки, такі як, наприклад, нейтрон, Це свідчить про певний неоднорідний внутрішній розподіл заряду, про структуру. Чисельно зв'язок між моментом кількості руху частинки та його магнітним моментом задається гіромагнітним співвідношенням.
Гіпотетично, можливе існування магнітного заряду, так званого магнітного монополя, але експериментально частинок із таким зарядом ще не виявлено.
Електрична та магнітна складові електромагнітного поля, створені однією частинкою, діють на електричний заряд або магнітний момент іншої, і навпаки.

## Електромагнітне поле
Електромагнітне поле може існувати і вільно, незалежно від джерел, які його створили, у вигляді електромагнітних хвиль. Сукупність нерозривно взаємопов'язаних змінних вихрових електричного і магнітного полів називають електромагнітним полем. У природі взагалі немає відокремлених одне від одного електричних і магнітних полів, а існують електромагнітні поля як особливий вид матерії, через який відбувається електромагнітна взаємодія. Як нам вже відомо, електромагнітне поле у вакуумі характеризується векторами напруженості електричного поля  й індукції магнітного поля . Цими векторами визначаються сили, які діють з боку електромагнітного поля на рухомі й нерухомі електрично заряджені частинки. У середовищі електромагнітне поле характеризують двома додатковими параметрами: вектором індукції (зміщення) електричного поля  і вектором напруженості магнітного поля .
Електромагнітне поле зазвичай описується двома векторами — напруженістю електричного поля {\displaystyle \mathbf {E} } та магнітною індукцією {\displaystyle \mathbf {B} }. Ці дві складові електромагнітного поля не є незалежними одна від іншої. При зміні системи відліку, переході від одної інерційної системи відліку до іншої, вони переходять одна в іншу за законом, заданим перетвореннями Лоренца. У теорії відносності їх об'єднують у тензор електромагнітного поля {\displaystyle F_{ik}}.
Завдяки існуванню електричних зарядів, електрична складова поля може бути як потенціальною так і вихровою, тоді як магнітна складова поля можу бути тільки вихровою. Разом, потенціальну та вихрову складові поля можна описати електричним потенціалом {\displaystyle \varphi } та векторним потенціалом {\displaystyle \mathbf {A} }, визначеними з точністю до певного калібрування.
Змінне в часі магнітне поле породжує вихрове електричне поле, змінне електричне поле породжує вихрове магнітне поле. Перше з цих явищ називається електромагнітною індукцією, друге — робить змінне електричне поле аналогічним електричному струму. Разом ці два явища створюють можливість для існування в просторі електромагнітних хвиль. Саме у вигляді електромагнітних хвиль поширюється збурення електричного поля, викликане рухом його джерел: частинок з електричними зарядами та магнітними моментами. Електромагнітні хвилі поширюються в просторі зі скінченною швидкістю, яка задається фундаментальною фізичною константою швидкістю світла. Скінченна швидкість розповсюдження збурення електромагнітного поля забезпечує виконання принципу близькодії.

### Рівняння
Рівняння руху для електромагнітного поля називаються рівняннями Максвелла й у системі СГС мають форму
{\displaystyle {\text{rot}}\,\mathbf {B} ={\frac {1}{c}}{\frac {\partial \mathbf {E} }{\partial t}}+{\frac {4\pi }{c}}\mathbf {j} },
{\displaystyle {\text{rot}}\,\mathbf {E} =-{\frac {1}{c}}{\frac {\partial \mathbf {B} }{\partial t}}},
{\displaystyle {\text{div}}\,\mathbf {B} =0}
{\displaystyle {\text{div}}\,\mathbf {E} =4\pi \rho },
де {\displaystyle \mathbf {j} } — густина електричного струму, а {\displaystyle \rho } — густина заряду. Ці рівняння інваріантні щодо перетворень Лоренца, тобто є релятивістськими. Водночас вони є квантовими рівняннями, якщо замість густини струму й густини заряду підставити відповідні квантові вирази.
Через тензор електромагнітного поля вони записуються:
{\displaystyle {\frac {\partial F^{ik}}{\partial x^{k}}}=-{\frac {4\pi }{c}}j^{i}}.

### Фотони
Кванти електромагнітного поля фотони вводяться через процедуру вторинного квантування. Вони характеризуються хвильовим вектором і поляризацією. Закон дисперсії фотонів лінійний, тобто вони є безмасовими частинками. Оскільки фотони описуються векторним полем, вони мають спін 1.
Кожна з мод фотонів задовольняє рівнянню гармонічного осцилятора, а це означає, що в основному стані вони здійснюють нульові коливання. Фізичний вакуум заповнений електромагнітним полем. Про існування такого поля свідчить ефект Казимира, однак із ним також пов'язана проблема енергії вакууму, яка виявляється нескінченно великою.
Фотони є бозонами, тобто у стані з певними квантовими числами їх може бути довільна кількість. Число фотонів відповідає інтенсивності електромагнітної хвилі.

## Основні формули класичної електродинаміки

Ілюстрація відштовхування і притягання заряджених тіл

У класичній електродинаміці, що виникла ще до відкриття електрона та інших субатомних частинок, електричний заряд вважався неквантованою величиною. Втім, це не завадило побудувати правильний кількісний опис сил взаємодії між зарядами та струмами.
Сили притягання чи відштовхування між двома зарядженими тілами описуються законом Кулона:
| СГСГ                                                                 | ISQ |
| {\displaystyle \mathbf {F} ={\frac {q_{1}q_{2}}{r^{3}}}\mathbf {r} } | {\displaystyle \mathbf {F} ={\frac {1}{4\pi \varepsilon _{0}}}{\frac {q_{1}q_{2}}{r^{3}}}\mathbf {r} } |

де {\displaystyle q_{1}} та {\displaystyle q_{2}} електричні заряди тіл, а вектор {\displaystyle \mathbf {r} } задає їхнє відносне положення. {\displaystyle \varepsilon _{0}} — електрична стала. Сила взаємодії спадає як квадрат відстані між зарядами. Це дуже повільне спадання порівняно, наприклад, із сильною взаємодією, для якої спадання експоненційне, тому електростатичні сили далекодійні.
Магнітне поле навколо ланки провідника довжиною {\displaystyle \Delta \mathbf {l} } з електричним струмом {\displaystyle I} визначається законом Біо-Савара-Лапласа.
| СГС                                                                                                 | ISQ |
| {\displaystyle \mathbf {B} ={\frac {1}{c}}{\frac {I\Delta \mathbf {l} \times \mathbf {r} }{r^{3}}}} | {\displaystyle \mathbf {B} ={\frac {\mu _{0}}{4\pi }}{\frac {I\Delta \mathbf {l} \times \mathbf {r} }{r^{3}}}} |

де {\displaystyle \mu _{0}} — магнітна стала.
На провідник зі струмом, поміщений у магнітне поле з індукцією {\displaystyle \mathbf {B} }, діє сила Ампера:
{\displaystyle \mathbf {F} _{A}=I[\Delta \mathbf {l} \times \mathbf {B} ]}.
На заряджену частинку із зарядом {\displaystyle q}, що рухається зі швидкістю {\displaystyle \mathbf {v} } в магнітному полі з індукцією {\displaystyle \mathbf {B} } та в електричному полі з напруженістю {\displaystyle \mathbf {E} }, діє сила Лоренца:
| СГС                                                                                            | ISQ                                                                               |
| {\displaystyle \mathbf {F} _{L}=q\mathbf {E} +{\frac {q}{c}}[\mathbf {v} \times \mathbf {B} ]} | {\displaystyle \mathbf {F} _{L}=q\mathbf {E} +q[\mathbf {v} \times \mathbf {B} ]} |

## Взаємодія електромагнітних хвиль з речовиною

### Випромінювання
Заряджена частинка, яка рухається у вакуумі зі сталою швидкістю, створює навколо себе електричне і магнітне поле, але не випромінює електромагнітних хвиль. Її поля залишаються ближніми. Електромагнітні хвилі випромінюються частинками, які рухаються з прискоренням. Випромінюючи хвилі, заряджені частинки втрачають енергію, тому таке випромінювання називають гальмівним.
Випромінювання електромагнітних хвиль складнішими, зокрема електрично нейтральними, фізичними об'єктами на зразок атомів, потребує розгляду в рамках квантової механіки. Класично атом можна змоделювати як диполь, що у збудженому стані здійснює коливання, в результаті чого виникає дипольне випромінювання, але така картина тільки наближена і не відображає фізичну ситуацію повністю. Квантова система має певний набір дозволених станів. Переходи між станами можливі за рахунок взаємодії з електромагнітним полем, яке завжди присутнє в просторі. Існує імовірність процесу при якому квантова система переходить в стан з іншою енергією і одночасно виникає квант електромагнітного поля — фотон. Цей процес відбувається із виконанням законів збереження енергії та імпульсу. Імпульс фотона зазвичай малий, а тому віддачею при випромінюванні фотона зазвичай можна знехтувати, за винятком гамма-квантів. Енергія фотона дорівнює різниці енергій станів, між якими відбувається перехід. Імовірність випромінювання пропорційна числу фотонів, що існували в системі, плюс 1. Це означає, що акт випромінювання фотона може відбутися й тоді, коли в системі до нього не було фотонів. Таке випромінювання називають спонтанним. Випромінювання, зумовлене взаємодією із фотонами, що існували до нього, називають вимушеним. Завдяки спонтанному випромінюванню будь-який збуджений стан квантової системи має скінченний час життя.

### Поглинання
Вільні заряджені частинки не поглинають фотонів. Такий процес заборонений законами збереження: імпульс фотона малий, а зміна енергії потрібна велика. Фотони поглинаються багаточастинковими квантовими системами, атомами, молекулами, кристалами, тощо. Процес поглинання описується квантовою механікою аналогічно процесу випромінювання і має резонансний характер. Фотон поглинається ефективно тоді, коли його енергія збігається з різницею енергій початкового та кінцевого стану квантової системи. Цим зумовлений лінійчастний характер спектрів поглинання атомів. Якщо перехід відбувається між локалізованим та делокалізованим станом, спектр поглинання стає неперервним. Спектри поглинання задовольняють також правилам відбору — квантові переходи можливі не між будь-якими станами.

### Розсіяння
Явище розсіяння фотона на вільній зарядженій частинці називається ефектом Комптона і відбувається тільки з високоенергетичними фотонами. Для низькоенергетичних фотонів неможливе одночасне виконання законів збереження енергії та імпульсу. Це розсіяння непружне, фотон передає частину своєї енергії зарядженій частинці й змінює свою частоту.
Складніші фізичні системи можуть розсіювати електромагнітне поле як пружно, так і непружно, існує багато видів розсіяння в залежності від розмірів розсіювачів та частоти електромагнітного поля. Зокрема, Томсонівське розсіяння рентгенівських променів викликане коливанням електронів у складі атомів та молекул, релеївське розсіювання зумовлене тілами з розмірами, меншими від довжини хвилі тощо.

## Квантова електродинаміка

Діаграма Фейнмана основного внеску в електрон-електронне розсіяння

Квантова електродинаміка дає найбільш повний опис електромагнітної взаємодії і дозволяє розглянути такі фундаментальні для фізики явища, як електрон-електронне розсіяння, ефект Комптона тощо. Функція Лагранжа, з якої виводяться рівняння руху для електрона та електромагнітного поля має вигляд:
{\displaystyle {\mathcal {L}}={\bar {\psi }}(i\gamma ^{\mu }D_{\mu }-m)\psi -{\frac {1}{4}}F_{\mu \nu }F^{\mu \nu }},
де {\displaystyle \psi } — хвильова функція електрона, біспінор, {\displaystyle \gamma ^{\mu }} — матриці Дірака, {\displaystyle m} — маса електрона, {\displaystyle D_{\mu }=\partial \mu +ieA_{\mu }}, {\displaystyle F_{\mu \nu }} — тензор електромагнітного поля, {\displaystyle A^{\mu }} — 4-потенціал.
Завдяки {\displaystyle D_{\mu }} рівняння руху для електрон-позитронного та електромагнітного полів нелінійні, і жодна задача квантової електродинаміки, крім модельних, не розв'язується аналітично. Зате, завдяки малості сталої тонкої структури, {\displaystyle \alpha }, розроблена детальна теорія збуджень, що дозволяє з великою точністю передбачати результати експериментів.
Електромагнітна взаємодія в поданні теорії збурень квантової електродинаміки подається я сума усіх процесів обміну так званими віртуальними частинками, а ймовірності цих процесів обчислюються за допомогою спеціальних малюнків — діаграм Фейнмана. Зокрема, власна енергія будь-якого об'єкту квантової електродинаміки, навіть, вакууму — найнижчого стану простору, в якому відсутні частинки, повинна розраховуватися з врахуванням безперестанного і повсюдного народження й анігіляції пар частинок та античастинок, що називається поляризацією вакууму. Оскільки для розрахунку характеристик частинок, таких як заряд і маса, теж потрібно враховувати віртуальні взаємодії, їхні спостережувані значення відрізняються від «істинних», тобто перенормовуються.

## Практичні експерименти на основі електромагнітної взаємодії
Електромагнітні взаємодії найзручніші для експериментального і теоретичного дослідження, оскільки електромагнітні сили, що діють між тілами звичайних розмірів, можна легко спостерігати. Електромагнетизм відомий людям, ще з незапам'ятних часів (полярні сяйва, спалахи блискавки). Прояви  електромагнітної взаємодії широко використовуються в електротехніці, радіотехніці, електроніці, оптиці, квантовій електроніці.
Вчені підмітили, що електромагнітне тяжіння між негативно зарядженими електронами й позитивно зарядженими протонами атомного ядра утримує електрони на орбіті довкола атомного ядра, аналогічно тому, як гравітаційне тяжіння змушує Землю обертатися навколо Сонця.
Електромагнітні хвилі мають майже необмежений діапазон частот і довжин хвиль. Весь їх діапазон поділяють на декілька вузьких ділянок, для яких установлено конкретні межі.
Практичний застосунок електромагнітної взаємодії лежить в основі принципу радіозв'язку: коли змінний електричний струм високої частоти, який створюють в антені передавача, викликає в просторі навколо антени електромагнітні хвилі високої частоти, й ті вільно поширюються в просторі. Коли хвилі досягають антени приймача, вони індукують в ній змінний струм такої ж частоти, на якій працює передавач.